# Georg Heinrich Boehr
Georg Heinrich Boehr (* 1757; † 14. Dezember 1805 in Berlin) war ein deutscher Mediziner und Arzt am Bürger-Rettungs-Institut in Berlin.

## Leben
Georg Heinrich Boehr studierte bei Johann Christoph Andreas Mayer  an der Universität Frankfurt (Oder) Medizin und wurde nach seiner Promotion Arzt in Berlin.
Zuletzt wirkte er als Königlicher Hofmedikus und Arzt am Bürger-Rettungs-Institut in Berlin.
Am 26. März 1789 wurde er mit dem akademischen Beinamen Callimachus III. unter der Matrikel-Nr. 877 zum Mitglied der Leopoldina gewählt.
Boehr war neben Carl Ferdinand Sigismund Boehm († 1828), Johann Goercke, Ernst Ludwig Heim, Abraham Wall († 1805) und Georg Adolph Welper (1762–1842) Gründungsmitglied des am 15. Januar 1799 gegründeten Sechs-Ärzte-Vereins, der vermutlich in der 1810 gegründeten Medizinisch-chirurgischen Gesellschaft (ab 1813 Hufelandische Gesellschaft) aufging. Im Mai 1801 kam Christoph Wilhelm Hufeland hinzu. Die Zusammenkünfte fanden jeweils in den Privatwohnungen der Ärzte statt.

## Schriften
- Tractatus de hydrophobia et rabie canina. Winter, Traiecti ad Viadrum, 1784